# Театры Казахстана
На 2021 год в Казахстане функционирует 65 театров, из них 52 государственных театра (в том числе 4 национальных (этнических) театра: уйгурский, корейский, немецкий и узбекский театры), работающие в разных профилях: 3 театра оперы и балета, 5 театров для детей и юношества, 7 театров кукол, 24 драматических театров (из них 3 драматических театра с казахской и русской труппами), 11 музыкально-драматических театров и музыкальной комедии, 1 театр молодежи и 1 театр сатиры.

## По видам[2]
|                                                                     | 2015    | 2016    | 2017    | 2018    | 2019    |
| ------------------------------------------------------------------- | ------- | ------- | ------- | ------- | ------- |
| Число театров, единиц                                               | 64      | 64      | 68      | 68      | 65      |
| в том числе:                                                        |         |         |         |         |         |
| оперы и балета                                                      | 3       | 3       | 3       | 3       | 3       |
| драматические                                                       | 33      | 34      | 36      | 35      | 35      |
| музыкальной комедии                                                 | 4       | 4       | 4       | 5       | 4       |
| юного зрителя                                                       | 5       | 5       | 5       | 5       | 5       |
| кукол                                                               | 17      | 15      | 16      | 15      | 12      |
| другие                                                              | 2       | 3       | 4       | 5       | 6       |
| Число зданий (помещений) театров, единиц                            | 53      | 53      | 60      | 61      | 62      |
| Число мест в зрительных залах, единиц                               | 21 069  | 21 743  | 22 526  | 22 940  | 24 317  |
| Число спектаклей, единиц                                            | 12 864  | 13 743  | 16 037  | 16 616  | 16 579  |
| Гастрольные и выездные спектакли за пределами своего города, единиц | 2 650   | 2 507   | 2 859   | 2 425   | 2 485   |
| из них за рубежом                                                   | 48      | 29      | 60      | 57      | 63      |
| Число зрителей, тыс. человек                                        | 2 249,1 | 2 341,4 | 2 771,1 | 2 833,6 | 2 942,1 |
| из них — на 1000 человек населения                                  | 128     | 132     | 154     | 155     | 159     |
| Число новых постановок за отчетный год, единиц                      | 337     | 406     | 363     | 350     | 343     |
| В среднем на 1 театр приходится:                                    |         |         |         |         |         |
| спектаклей                                                          | 201     | 215     | 236     | 244     | 255     |
| посещений                                                           | 35 142  | 36 584  | 40 751  | 41 671  | 45 263  |
| мест                                                                | 329     | 340     | 331     | 337     | 374     |

## По областям
|                        | 2015 | 2016 | 2017 | 2018 | 2019 |
| ---------------------- | ---- | ---- | ---- | ---- | ---- |
| Казахстан              | 64   | 64   | 68   | 68   | 65   |
| Акмолинская область    | 2    | 2    | 2    | 2    | 2    |
| Актюбинская область    | 2    | 2    | 2    | 3    | 3    |
| Алматинская область    | 3    | 2    | 2    | 1    | 1    |
| Атырауская область     | 1    | x    | 1    | 1    | 1    |
| ЗКО                    | 4    | 2    | 4    | 3    | 2    |
| Жамбылская область     | 2    | 2    | 3    | 2    | 2    |
| Карагандинская область | 5    | 5    | 5    | 5    | 5    |
| Костанайская область   | 5    | 5    | 4    | 4    | 4    |
| Кызылординская область | 1    | 1    | 1    | 1    | 1    |
| Мангистауская область  | 2    | 2    | 2    | 2    | 2    |
| ЮКО                    | 8    | 8    | 8    | -    | -    |
| Павлодарская область   | 2    | 3    | 3    | 3    | 3    |
| СКО                    | 3    | 3    | 3    | 3    | 3    |
| Туркестанская область  | -    | -    | -    | 4    | 4    |
| ВКО                    | 3    | 3    | 3    | 2    | 2    |
| г. Астана              | 6    | 6    | 6    | 6    | 7    |
| г. Алматы              | 15   | 16   | 19   | 18   | 18   |
| г. Шымкент             | -    | -    | -    | 7    | 5    |

## Список театровКазахстана
| Название                                                                                  | год основания  | область                        | город/район      | тип/вид           |
| ----------------------------------------------------------------------------------------- | -------------- | ------------------------------ | ---------------- | ----------------- |
| Государственный академический театр оперы и балета им. Абая                               | 1934           | г. Алматы                      | -                | оперы и балета    |
| Казахский государственный академический театр драмы им. М.О. Ауэзова                      | 1925           | г. Алматы                      | -                |                   |
| Государственный академический театр для детей и юношества имени Г. Мусрепова              | 1944           | г. Алматы                      | -                | детей и юношества |
| Русский театр драмы имени М. Ю. Лермонтова                                                | 1933           | г. Алматы                      | -                |                   |
| Государственный академический русский театр для детей и юношества имени Натальи Сац       | 1945           | г. Алматы                      | -                | детей и юношества |
| Государственный республиканский уйгурский театр музыкальной комедии имени К. Кужамьярова  | 1934           | г. Алматы                      | -                | этнический        |
| Республиканский корейский театр музыкальной комедии                                       | 1932           | г. Алматы                      | -                | этнический        |
| Республиканский немецкий драматический театр                                              | 1975           | г. Алматы                      | -                | этнический        |
| Театр «ARTиШОК»                                                                           | 2001           | г. Алматы                      | -                |                   |
| Театр мюзикла Аксарай (прекратил существование)                                           | 2005-?         | г. Алматы                      | -                |                   |
| Театр «Жас Сахна» имени Байтена Омарова                                                   | 2006           | г. Алматы                      | -                |                   |
| Государственный театр кукол Алма-Аты                                                      | 1935           | г. Алматы                      | -                | кукол             |
| Театр традиционного искусства Алатау                                                      | 2016           | г. Алматы                      | -                |                   |
| Театр «Жаңа ғасыр» учеников народного артиста СССР Асанали Ашимова                        | 2018           | г. Алматы                      | -                |                   |
| Национальный академический театр оперы и балета «Астана Опера»                            | 2013           | г. Астана                      | -                | оперы и балета    |
| Национальный театр оперы и балета имени К. Байсеитовой (прекратил существование)          | 2000-2012      | г. Астана                      | -                | оперы и балета    |
| Русский драматический театр им. М. Горького                                               | в конце XIX    | г. Астана                      | -                |                   |
| Казахский музыкально-драматический театр имени К. Куанышбаева                             | 1991           | г. Астана                      | -                |                   |
| Театр «Жастар» г. Астаны                                                                  | 2007           | г. Астана                      | -                |                   |
| ГККП Театр кукол города Астаны                                                            | 2010           | г. Астана                      | -                | кукол             |
| Государственный театр «Astana Musical»                                                    | 2016           | г. Астана                      | -                |                   |
| Театр драмы и комедии им. А. Мамбетова                                                    |                | г. Астана                      | -                |                   |
| Музыкальный театр юного зрителя города Нур-султан                                         |                | г. Астана                      | -                |                   |
| Атырауский областной академический казахский драматический театр имени Махамбета          | 1938           | Атырауская область             | Атырау           |                   |
| Актюбинский областной театр драмы имени Т. Ахтанова                                       | 1935           | Актюбинская область            | Актобе           |                   |
| Актюбинский областной театр кукол «Алакай»                                                | 1985           | Актюбинская область            | Актобе           | кукол             |
| Еки езу                                                                                   | 1998-2013      | Актюбинская область            | Актобе           |                   |
| Мангистауский областной музыкально-драматический театр имени Нурмухана Жантурина          | 2003           | Мангистауская область          | Актау            |                   |
| Мангистауский областной театр кукол                                                       | 1981           | Мангистауская область          | Актау            | кукол             |
| Аркалыкский казахский театр юного зрителя                                                 | 2001           | Костанайская область           | Аркалык          |                   |
| Жезказганский казахский музыкально-драматический театр имени С. Кожамкулова               | 1972           | Карагандинская область         | Жезказган        |                   |
| Жетысайский музыкально-драматический театр им. К. Жандарбекова                            | 1969           | Туркестанская область          | Жетысай          |                   |
| Карагандинский областной казахский драматический театр имени С. Сейфуллина                | 1932           | Карагандинская область         | Караганда        |                   |
| Карагандинский областной русский драматический театр имени К. С. Станиславского           | 1930           | Карагандинская область         | Караганда        |                   |
| Карагандинский академический театр музыкальной комедии                                    | 1973           | Карагандинская область         | Караганда        |                   |
| Карагандинский театр кукол «Буратино» (с 2003 года студия)                                | 1959/1965-2003 | Карагандинская область         | Караганда        | кукол             |
| Костанайский областной русский драматический и кукольный театр                            | 1922           | Костанайская область           | Костанай         |                   |
| Костанайский областной казахский театр драмы им. И. Омарова                               | 2000           | Костанайская область           | Костанай         |                   |
| Костанайский театр кукол                                                                  | 1986           | Костанайская область           | Костанай         | кукол             |
| Акмолинский областной казахский музыкально-драматический театр имени Ш. Кусаинова         | 1996           | Акмолинская область            | Кокшетау         |                   |
| Акмолинский областной русский драматический театр                                         | 1977           | Акмолинская область            | Кокшетау         |                   |
| Кызылординский областной казахский музыкально-драматический театр имени Нартая Бекежанова | 1955           | Кызылординская область         | Кызылорда        |                   |
| Казахский музыкально-драматический театр им.Ж.Аймауытова                                  | 1990           | Павлодарская область           | Павлодар         |                   |
| Павлодарский театр драмы имени А.П. Чехова                                                | 1945           | Павлодарская область           | Павлодар         |                   |
| Северо-Казахстанский областной казахский музыкально-драматический театр имени С. Муканова | 2000           | Северо-Казахстанская область   | Петропавловск    |                   |
| Северо-Казахстанский областной русский театр драмы имени Н. Погодина                      | 1887           | Северо-Казахстанская область   | Петропавловск    |                   |
| Северо-Казахстанский областной театр кукол                                                | 1990           | Северо-Казахстанская область   | Петропавловск    | кукол             |
| Семипалатинский областной казахский драматический театр им. Абая                          | 1934           | Восточно-Казахстанская область | Семей            |                   |
| Русский драматический театр им. Достоевского                                              | 1937           | Восточно-Казахстанская область | Семей            |                   |
| Молодёжный театр «Даригай»                                                                | 1999           | Восточно-Казахстанская область | Семей            |                   |
| Театр песни «Еураз-шоу»                                                                   | 1995           | Восточно-Казахстанская область | Семей            |                   |
| Темиртауский театр для детей и юношества                                                  | 1989           | Карагандинская область         | Темиртау         | детей и юношества |
| Талдыкорганский казахский драматический театр им. Бикен Римовой                           | 1975           | Алматинская область            | Талдыкорган      |                   |
| Жамбылский областной казахский драматический театр им. А. Токпанова                       | 1936           | Жамбылская область             | Тараз            |                   |
| «Жамбылский областной русский драматический театр»                                        | 1967           | Жамбылская область             | Тараз            |                   |
| Туркестанский музыкально-драматический имени Р. Сейтметова                                | 2000           | Туркестанская область          | Туркестан        |                   |
| Туркестанский музыкально-драматический театр                                              | 2021           | Туркестанская область          | Туркестан        |                   |
| Уральский русский драматический театр им. А. Н. Островского                               | 1858           | Западно-Казахстанская область  | Уральск          |                   |
| Уральский казахский драматический театр                                                   | 1993           | Западно-Казахстанская область  | Уральск          |                   |
| Восточно-Казахстанский драматический театр им Жамбыла                                     | 1902           | Восточно-Казахстанская область | Усть-Каменогорск |                   |
| Казахский музыкально драматический театр Экибастуза                                       |                | Павлодарская область           | Экибастуз        |                   |
| Шымкентский городской казахский академический драматический театр имени Жумата Шанина     | 1934           | Шымкент                        | -                |                   |
| Шымкентский городской русский драматический театр                                         | 1958           | Шымкент                        | -                |                   |
| Шымкентский городской театр оперы и балета                                                | 2007           | Шымкент                        | -                | оперы и балета    |
| Шымкентский городской театр сатиры и юмора                                                | 2008           | Шымкент                        | -                | сатиры            |
| Шымкентский городской театр кукол и юного зрителя                                         | 1983           | Шымкент                        | -                | кукол             |
| Шымкентский городской узбекский драматический театр                                       | 2003           | Шымкент                        | -                | этнический        |

## Алматы
1. Государственный академический театр оперы и балета им. Абая
2. Казахский государственный академический театр драмы им. М.О. Ауэзова
3. Государственный академический театр для детей и юношества имени Г. Мусрепова
4. Русский театр драмы имени М. Ю. Лермонтова
5. Государственный академический русский театр для детей и юношества имени Натальи Сац
6. Государственный республиканский уйгурский театр музыкальной комедии имени К. Кужамьярова[3]
7. Республиканский корейский театр музыкальной комедии
8. Республиканский немецкий драматический театр
9. Театр «ARTиШОК»
10. Культурное пространство «ТРАНСФОРМА»
11. Театр мюзикла Аксарай (прекратил существование)
12. Театр «Жас Сахна» имени Байтена Омарова[4]
13. Государственный театр кукол Алма-Аты
14. Театр традиционного искусства  Алатау
15. Театр «Жаңа ғасыр» учеников народного артиста СССР Асанали Ашимова

## Астана
1. Национальный академический театр оперы и балета «Астана Опера»[5]
2. Национальный театр оперы и балета имени К. Байсеитовой (2000—2012, прекратил существование)
3. Русский драматический театр им. М. Горького[6]
4. Казахский музыкально-драматический театр имени К. Куанышбаева
5. Театр «Жастар» г. Астаны
6. ГККП Театр кукол города Астаны
7. Государственный театр «Astana Musical»
8. Театр драмы и комедии им. А. Мамбетова
9. Музыкальный театр юного зрителя города Нур-султан

## Атырау
1. Атырауский областной академический казахский драматический театр имени Махамбета

## Актобе
1. Актюбинский областной театр драмы имени Т. Ахтанова
2. Актюбинский областной театр кукол «Алакай»
3. Еки езу 1998—2013

## Актау
1. Мангистауский областной музыкально-драматический театр имени Нурмухана Жантурина
2. Мангистауский областной театр кукол

## Аркалык
1. Аркалыкский казахский театр юного зрителя

## Жезказган
1. Жезказганский казахский музыкально-драматический театр имени С. Кожамкулова

## Жетысай
1. Жетысайский музыкально-драматический театр им. К. Жандарбекова

## Караганда
1. Карагандинский академический театр музыкальной комедии
2. Карагандинский областной казахский драматический театр имени С.Сейфуллина
3. Карагандинский областной русский драматический театр имени К. С. Станиславского
4. Карагандинский театр кукол «Буратино»

## Костанай
1. Костанайский областной русский драматический и кукольный театр
2. Костанайский областной казахский театр драмы им. И. Омарова
3. Костанайский театр кукол

## Кокшетау
1. Акмолинский областной казахский музыкально-драматический театр имени Ш. Кусаинова
2. Кокшетауский русский драматический театр

## Кызылорда
1. Кызылординский областной казахский музыкально-драматический театр имени Нартая Бекежанова

## Павлодар
1. Казахский музыкально-драматический театр им.Ж.Аймауытова
2. Павлодарский театр драмы имени А.П. Чехова

## Петропавловск
1. Северо-Казахстанский областной казахский музыкально-драматический театр имени С. Муканова
2. Северо-Казахстанский областной русский театр драмы имени Н. Погодина
3. Северо-Казахстанский областной театр кукол

## Семей
1. Семипалатинский областной казахский драматический театр им. Абая
2. Русский драматический театр им. Достоевского
3. Молодёжный театр «Даригай»
4. Театр песни «Еураз-шоу»

## Темиртау
1. Темиртауский театр для детей и юношества

## Талдыкорган
1. Талдыкорганский казахский драматический театр им. Бикен Римовой

## Тараз
1. Жамбылский областной казахский драматический театр им. А. Токпанова
2. «Жамбылский областной русский драматический театр»

## Туркестан
1. Туркестанский музыкально-драматический имени Р. Сейтметова
2. Музыкально-драматический театр города Туркестан

## Уральск
1. Уральский русский драматический театр им. А. Н. Островского
2. Уральский казахский драматический театр

## Усть-Каменогорск
1. Восточно-Казахстанский драматический театр им Жамбыла

## Экибастуз
1. Казахский музыкально драматический театр Экибастуза

## Шымкент
1. Шымкентский городской казахский академический драматический театр имени Жумата Шанина
2. Шымкентский городской русский драматический театр
3. Шымкентский городской театр оперы и балета
4. Шымкентский городской театр сатиры и юмора
5. Шымкентский городской театр кукол и юного зрителя
6. Шымкентский городской узбекский драматический театр